# Zoran Zaev
Zoran Zaev (makedonska: Зоран Заев), född 8 oktober 1974 i Strumica i Nordmakedonien, är en makedonsk politiker. Han var Nordmakedoniens premiärminister från 31 maj 2017 till 3 januari 2020. Zaev är ledare för Makedoniens socialdemokratiska union.